# Centerunionen (1991, Grekland)
Centerunionen, grekiska Ένωση Κεντρώων, "Enosi Kentroon", är ett politiskt parti i Grekland som utropat sig som efterföljare till Pappandreous parti med samma namn. Det grundades 1991 av politikern Vassilis Leventis, som bland annat varit aktiv i socialdemokratiska PASOK och grundade det första grekiska miljöpartiet. När partiet grundades kallade det sig "Center- och ekologistuniononen". Partiet har försökt ta en plats i parlamentet sedan grundandet och fick sina första mandat i valet 2015. Det är ett mittenparti med EU-vänlig framtoning.